# Iopansäure
Iopansäure ist eine chirale Carbonsäure, die zu den Halogenaromaten zählt. In der Medizin wird das 1:1-Gemisch der (R)-Form und der (S)-Form als iodhaltiges Kontrastmittel eingesetzt.

## Gewinnung und Darstellung
Eine Mischung von m-Nitrobenzaldehyd, n-Buttersäureanhydrid und Natriumbutyrat wird durch Erhitzen in Xylol zu m-Nitro-α-ethyl-zimtsäure umgesetzt, welches durch Reduktion mit Wasserstoff und Iodierung mit Iodmonochlorid zu Iopansäure umgesetzt wird.

## Eigenschaften
Iopansäure ist ein lichtempfindliches, weißes bis gelblichweißes Pulver mit leicht aromatischem Geruch.

Enantiomere der Iopansäure: (R)-Form (links) und (S)-Form (rechts)